# Eddy Capron
Eddy Capron (Saint-Pierre, 15 gennaio 1971) è un ex calciatore francese.

## Carriera
Nato nella Martinica, si è trasferito giovanissimo in Francia.
Ha giocato nel Nantes a partire dal 1990 e si è affermato presto come perno della difesa dei canarini, con i quali ha vinto il Campionato 1994-95 e nella stagione seguente prese parte alla Champions League (dove i transalpini furono eliminati in semifinale dalla Juventus, poi vincitrice del trofeo).
Successivamente ha giocato nel Rennes, nel Sedan e nel Le Mans.

## Palmarès
- Campionato francese: 1

Nantes: 1994-95